# NGC 2269
NGC 2269 is een open sterrenhoop in het sterrenbeeld Eenhoorn. Het hemelobject werd op 24 januari 1784 ontdekt door de Duits-Britse astronoom William Herschel.

## Synoniemen
- OCL 524